# Duarte Leopoldo e Silva
Duarte Leopoldo e Silva (Taubaté, 4 de abril de 1867 — São Paulo, 13 de novembro de 1938) foi um sacerdote, segundo bispo de Curitiba, décimo terceiro bispo de São Paulo e seu primeiro arcebispo. Era conde romano e assistente ao sólio pontifício.

## Estudos
Filho do português Bernardo Leopoldo e Silva e de Ana Rosa Correia Marcondes, realizou seus primeiros estudos na terra natal. Tendo desejado seguir a carreira de Direito, ingressou no curso preparatório da Faculdade de Direito de São Paulo. Mudando de ideia, resolveu cursar Farmácia, na Faculdade Nacional de Medicina, no Rio de Janeiro. Tendo ficado doente, desistiu do curso e retornou à casa paterna, a esta altura em Caçapava, quando, então, manifestou, sua vocação sacerdotal. Tendo procurado o Seminário Episcopal de São Paulo, não foi bem recebido, mas, insistindo, acabou matriculado em 1887. Como já possuía uma cultura destacada para a época, tornou-se professor.

## Presbiterado
Foi ordenado por Dom Dom Lino Deodato Rodrigues de Carvalho, na Capela do Seminário Episcopal de São Paulo, a 30 de outubro de 1892. Sua primeira missa foi celebrada em Caçapava. Após a ordenação, foi nomeado coadjutor de Jaú, depois, foi o primeiro pároco de Santa Cecília, em São Paulo. Muito trabalhou para a criação das paróquias da Lapa e Água Branca. Foi agraciado com o título de Monsenhor Prelado Doméstico.

## Episcopado
Foi indicado bispo de Curitiba a 10 de maio de 1904, aos 37 anos. Foi sagrado bispo, no Colégio Pio Latino Americano, em Roma, no dia 22 de maio de 1904, sendo sagrante principal Dom Rafael Cardeal Merry del Val y Zulueta, e como um dos consagrantes Dom Silvério Gomes Pimenta, bispo de Mariana. A 2 de outubro de 1904 tomou posse da sua extensa diocese, que abrangia o território de Santa Catarina. Procurou, então, aumentar o número de padres, instalou congregações religiosas, criou paróquias, hospitais e escolas. Por dois anos serviu ele a Igreja de Curitiba, até que a 18 de dezembro de 1906 foi indicado para a Sé de São Paulo, da qual tomou posse a 14 de abril de 1907, aos 40 anos. A 7 de junho de 1908 o Papa São Pio X, atreves da bula Diœcesium nimiam amplitudinem criou a Província Eclesiástica de São Paulo, elevando a sede a arquidiocese. A posse de Dom Duarte como arcebispo, foi a 11 de outubro de 1908, na velha sé, tendo recebido o pálio a 29 de junho de 1909, em Petrópolis, onde ficava a sede da Nunciatura Apostólica. Dom Duarte foi arcebispo de São Paulo até 13 de novembro de 1938, quando veio a falecer, aos setenta e um anos.

## Brasão
- Descrição: Escudo eclesiástico talhado: o 1º de sinopla com o monograma da Virgem Maria, composto pelas letras M e A sobrepostas, de argente, com resplendor de jalde; o 2º de goles com um leão de jalde, armado e lampassado de blau – Armas modificadas dos Silvas. Brocante sobre o traço do talhado, uma barra de blau, perfilada de jalde, carregada de sete estrelas de cinco pontas, do mesmo. O escudo está assente em tarja branca, na qual se encaixa o pálio branco com cruzetas de sable. O conjunto pousado sobre uma cruz trevolada, de dois traços, de ouro, com um coronel de Conde, entre uma mitra de prata adornada de ouro, à dextra, e de um báculo do mesmo, a senestra, para onde se acha voltado. O todo encimado pelo chapéu eclesiástico com seus cordões em cada flanco, terminados por dez borlas cada um, tudo de verde, forrado de vermelho. Brocante sob a ponta da cruz um listel de blau com a legenda: IPSE FIRMITAS ET AVCTORITAS MEA de jalde.[carece de fontes?]
- Interpretação: O escudo obedece às regras heráldicas para os eclesiásticos. O campo de sinopla (verde) representa: esperança, liberdade, abundância, cortesia e amizade. O monograma lembra a Virgem Maria e traduz a confiança e a devoção filial do bispo que colocou toda a sua vida sacerdotal sob a proteção da Mãe de Deus, sendo de argente (prata) simboliza a inocência, a castidade, a pureza e a eloquência, virtudes essenciais num sacerdote, os resplendores nos lembra que a Virgem é a Aurora da Salvação e sendo de jalde (ouro) traduz nobreza, autoridade, premência, generosidade, ardor e descortínio. No segundo estão as armas da família Silva, com seus esmaltes modificados, pois originalmente são de argente com um leão de púrpura, sendo que por seu campo goles (vermelho) simboliza o fogo da caridade inflamada no coração do Cardeal pelo Divino Espírito Santo, bem como, valor e socorro aos necessitados; o leão é símbolo da fortaleza do soldado cristão e sendo de jalde (ouro) tem o significado já descrito acima. A barra, ou contra-banda, de blau (azul) representa o firmamento celeste e ainda o manto de Nossa Senhora, sendo que este esmalte significa: justiça, serenidade, fortaleza, boa fama e nobreza; as estrelas representam os sete dons do Espírito Santo: sabedoria, entendimento, conselho, fortaleza, ciência, piedade e temor de Deus, com os quais ilumina os bispos no governo da Igreja, sendo de jalde têm o simbolismo deste metal, já acima descrito. O pálio demonstra a dignidade arquiepiscopal.[carece de fontes?]

O lema: "Ele (Cristo) é a minha força e autoridade", de inspiração agostiniana, traduz a submissão total do arcebispo à vontade de Nosso Senhor Jesus Cristo, em nome de quem exerce seu ministério sacerdotal.[carece de fontes?]

## Atividade e contribuições

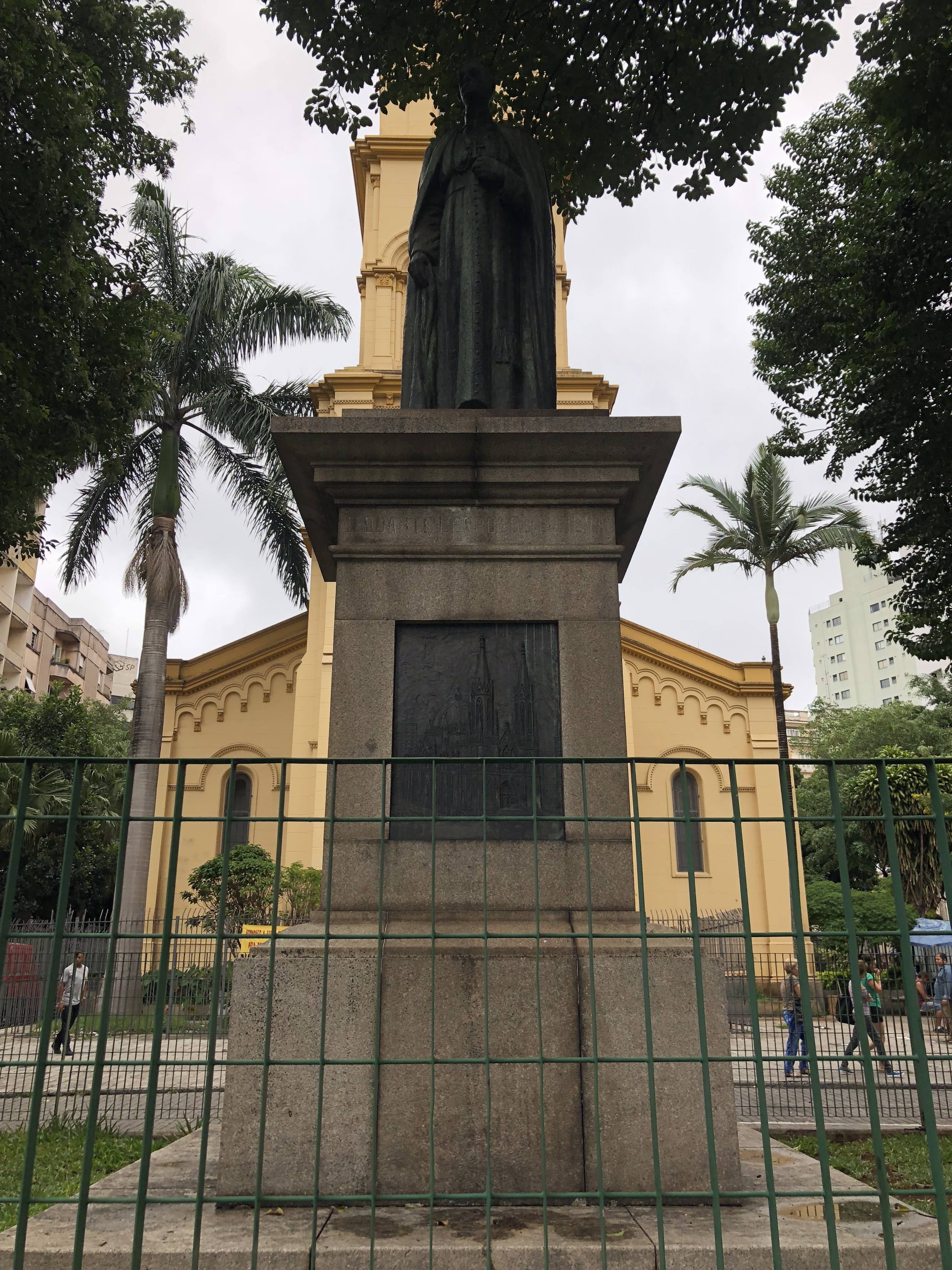
Estátua de Dom Duarte no Largo de Santa Cecília

Dom Duarte Leopoldo e Silva, de início, procurou dar um governo racional à diocese , dividindo seu extenso em regiões. Com a criação da arquidiocese em 1908, foram também criadas as dioceses de Botucatu, Campinas, Ribeirão Preto, São Carlos e Taubaté; o que lhe diminuiu muito o território. Tendo sagrado a igreja de Aparecida ,o arcebispo solicitou, em 1907, à Santa Sé a sua elevação ao grau de basílica, o que foi concedido pelo Papa Pio X, por breve de 5 de setembro de 1909. Em 1910 mudou-se do antigo Palácio Episcopal, então instalado no Solar da Marquesa de Santos, para o Palácio São Luís, por ele adquirido. Em 29 de junho de 1913, lançou a pedra fundamental da nova catedral de São Paulo. No auge da riqueza de São Paulo, o arcebispo pode contar com o apoio dos barões do café, que muito o auxiliaram nesta empreitada. Foi literato de reconhecida envergadura e grande historiador, tendo publicado diversas cartas pastorais, sermões e textos diversos. Empreendeu inúmeras visitas pastorais, preocupando-se sempre com a atenção espiritual aos seus súditos diocesanos. Empenhou-se na fundação de casas religiosas na arquidiocese, sendo que em 1921 inaugurou o convento das carmelitas, em Perdizes, quando também recebeu as freiras sacramentinas. Preparou e realizou o Primeiro Congresso Eucarístico de São Paulo, em 1915; o Congresso Eucarístico Nacional; de 1922; o Congresso da Mocidade Católica, de 1928; e o Congresso Mariano, de 1929. Criou o Museu da Cúria de São Paulo que deu origem, mais tarde, ao Museu de Arte Sacra de São Paulo. A 1 de abril de 1918 fundou o Arquivo Geral da Cúria de São Paulo, que depois tornou-se o Arquivo Metropolitano Dom Duarte Leopoldo e Silva, sob direção do cabido metropolitano. Dom Duarte construiu o Palácio da Cúria, demolido em 1972. Preocupado com a liturgia, com a arte sacra e , especialmente com a música, nomeou, em 1908, o maestro Fúrio Franceschini como mestre de capela da catedral metropolitana. Reformou o cabido, dando-lhe novos estatutos, que lhe adaptavam à nova condição de "metropolitano". Durante a epidemia de gripe espanhola de 1918, foi intensa a atuação de Dom Duarte e de parte clero paulista, especialmente dos beneditinos na atenção às vítimas. Dom Duarte criou, nesta ocasião, quatorze hospitais adaptados na cidade. Em 22 de maio de 1929 inaugurou o Recolhimento São Pedro para os padres idosos. Em 1938 instalou a obra da Adoração Perpétua, na igreja de Santa Ifigênia, sob os cuidados dos padres sacramentinos. Procurando reduzir o tamanho da arquidiocese, para melhor atender as almas, incentivou a criação das novas diocese de Bragança Paulista e Cafelândia. Tendo se preocupado muito com a formação do seu clero, Dom Duarte sempre deu muita atenção ao Seminário Menor de Pirapora e ao Seminário Provincial, na Freguesia do Ó, mas sempre desejou algo mais perfeito, mais condizente com a grandeza da cidade e da arquidiocese. Com muito esforço pessoal e com o apoio do conde José Vicente de Azevedo, o Seminário Central da Imaculada Conceição, no bairro do Ipiranga, foi inaugurado no dia 19 de março de 1934.

## Ordenações episcopais
Dom Duarte foi o principal sagrante dos seguintes bispos:
- Dom Alberto José Gonçalves
- Dom José Carlos de Aguirre
- Dom Antonio Colturato OFM Cap
- Dom Florentino Simón y Garriga CMF
- Dom Vicente Maria Bartolomeu Priante SDB
- Dom Gastão Liberal Pinto
- Dom José Gaspar d’ Afonseca e Silva
- Dom Paulo de Tarso Campos

Dom Duarte foi consagrante dos seguintes bispos:
- Dom Joaquim Domingues de Oliveira
- Dom Benedito Paulo Alves de Sousa
- Dom Basílio Manuel Olimpo Pereira OFM